# Bargmannia amoena
Bargmannia amoena is een hydroïdpoliep uit de familie Pyrostephidae. De poliep komt uit het geslacht Bargmannia. Bargmannia amoena werd in 1999 voor het eerst wetenschappelijk beschreven door Pugh. 